# Клан Клелланд

Джеймс МакКлелланд (1799 - 1889).

Клан Клелланд (шотл. - Clan Clelland, Clan Cleland, Clan MacClelland) - клан МакКлелланд - один з кланів рівнинної частини Шотландії - Лоуленду. На сьогодні клан Клелланд не має визнаного герольдами Шотландії та лордом Лева вождя, тому називається «кланом зброєносців». У минулому це був сильний і відомий клан, що відігравав важливу роль в історії Шотландії, але потім клан занепав і основна лінія вождів клану вимерла. 
Гасло клану: Non sibi - Не для себе (лат.)
Землі клану: Клелланд, Ланаркшир
Останній вождь клану: Вільям Клелланд (1674 - 1741)

## Історія клану Клелланд
Найдавніші згадки про клан Клелланд в історичних документах відносяться до XIII століття. У 1236 році вождь клану Клелланд - Олександр Клелланд одружився з Маргарет Воллес і таким чином споріднився з кланом Воллес, в якому були визначні борці за свободу Шотландії. У лані Клелланд був священик, що став духівником та наставником Вільяма Воллеса - борця за свободу Шотландії кінця XIII - початку XIV століття, коли Шотландію захопила Англія. Джеймс Клелланд - перший син Олександра Клелланда і двоюрідний брат Вільяма Воллеса став правою рукою Вільяма Воллеса під час повстання за незалежність Шотландії. Він брав участь у битві біля мосту Стрірлінг, біля Глазго та біля Фолкерку. Бард «Сліпий Гаррі» написав поему про повстання і там є такі слова: «Кнеланд був там, родич Воллеса, лишився з ним в час найбільших небезпек...» Джеймс Клелланд після поразки повстання Вільяма Воллеса підтримав повстання Роберта Брюса за незалежність Шотландії. Брав участь у  битві під Баннокберн і був поранений під час цієї битви. За доблесть король Шотландії Роберт І Брюс нагородив його землями Калдер, що на схід від Глазго, в Ланаркширі. Ці землі стали цього спадковою вотчиною. 
Виникли численні гілки та септи клану Клелланд, в першу чергу в Ланаркширі. Це септи Монкланд, Фаскін, Гленгоув, Блайрлін, Стоніпат, Гаресшоу, Стоунхаус, Лесмагаґоу. Землі, що населяли ці септи назвали Клелланд. За лідерство в клані в свій час виникла суперечка між двома двоюрідними братами. Вважається, що ці землі отримали свою назву від клану Клелланд, а не навпаки.
Часто згадується клан Клелланд в документах XV століття, зокрема у 1444 році. Вождь клану Олександр Клелланд та Вільям Клелланд - його двоюрідний брат брали участь в агло-шотландських війнах XVI століття, брали участь у катастрофічній битві під Флодден у 1513 році, загинули в цій битві разом з королем Шотландії Джеймсом IV.
Вождь клану Олександр Клелланд був замішаний у вбивстві другого чоловіка королеви Шотландії Марії І Стюарт - лорда Дарнлі. А в 1567 році Олександр Клелланд був союзником Джеймса Хепберна - IV графа Босуелла - третього чоловіка королеви Марії Стюарт.
Онук Олександра Клелланда - також Олександр Клелланд одружився з сестрою Джона Гамільтона - лорда Баргені. Їхній син успадкував землі, що належали клану Гамільтон від своєї матері, і продав землі Клелленд своєму кузену.
Під час громадянської війни на Британських островах клан Клелланд підтримав Ковенанторів. Відомим став полковник Вільям Клелланд - командир полку графа Ангуса, що став відомий як Камерони (Шотландські стрільці). Він був вбитий під час битви під Данкелдом 21 серпня 1689 року. 
У 1605 році багато людей з клану Клелланд переселилися в Ірландію і там утворили ірландську гілку клану. 
Останнім вождем клану Клелланд був Вільям Клелланд (1674 - 1741), що одружився з Люсі Ду Пасс (пом. 1763 року). Він мав двох синів. Старший син - Джон Клеланд був письменником, автором роману «Фані Хілл або мемуари жінки народженої для задоволення». Він помер у 1789 році. Ще був молодший син та дочка - Шарлотта Генрі. Але ніхто з них навіть і не прагнув бути вождем клану Клелланд. З того часу вже більше 250 років клан Клелланд не має вождя.
Багато людей з клану Клелланд емігрували до Америки, Канади, Австралії. Серед нащадків емігрантів були відомі політики та військові діячі цих країн. 
Джерела
- http://www.scotclans.com/scottish-clans/clan-cleland/cleland-history/ [Архівовано 11 Жовтня 2017 у Wayback Machine.]
- http://www.electricscotland.com/webclans/atoc/cleland2.html [Архівовано 7 Серпня 2016 у Wayback Machine.]
- Chisholm, Hugh, ed. (1911). Encyclopædia Britannica (11th ed.). Cambridge University Press.